# Дворищи (Маловишерский район)
Дворищи — деревня в Маловишерском районе Новгородской области, входит в состав Бургинского сельского поселения. Расположена в 1,1 км от места впадения Ланошенки в Хубу, обе реки протекают через деревню.
С 3 апреля 1924 в составе Полищенской волости Маловишерсого уезда. С 1 августа 1927 года — Полищенской волости Маловишерского района Новгородского округа Ленинградской области.
С 5 июля 1944 года — Полищенского сельсовета (который в марте 1963 года был переименован в Дворищенский) Маловишерского района Новгородской области. В 1983 году была объединена с деревней Полищи.

## Население
| 2010 | 2011 |
| ---- | ---- |
| 188  | ↗242 |

## Инфраструктура
- Муниципальное общеобразовательное учреждение средняя общеобразовательная школа деревни Дворищи[4]
- Фельдшерско-акушерский пункт
- Дом культуры
- Часовня святого пророка Божия Илии д. Дворищи[5]
- Почта
- Три магазина
- Вышка МТС
- Лесничество
- Пилорама

## Улицы и Переулки
Улица:
Ветеранов; Дачная; Набережная; Лесная; Механизаторов; Новая; Промышленная; Школьная; Заречная; Связи.
Переулок:
Строителей.